# Selinunte (Laconia)
Selinunte (en griego, Σελινοῦς) es el nombre de un antiguo asentamiento griego de Laconia.
Pausanias lo ubica a veinte estadios de Gerontras.
Se ha sugerido que podría haber estado ubicado en Agios Athanasios Nerotriviou, donde se han hallado restos de muros y cerámica.